# Hemionitis acrosticha
Hemionitis acrosticha là một loài dương xỉ trong họ Pteridaceae. Loài này được Noronha mô tả khoa học đầu tiên năm 1827.
Danh pháp khoa học của loài này chưa được làm sáng tỏ. 